# Dál Fiatach

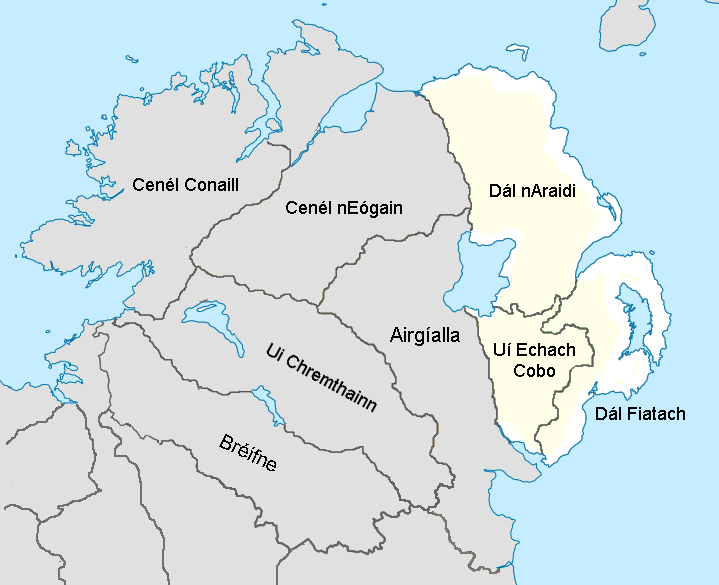
Ulaid y sus tres sub-reinos principales (destacados en amarillo) entre los siglos X-XI

Dál Fiatach fue un grupo dinástico gaélico y el nombre de su territorio en el noreste de Irlanda durante la Edad Media. Formaron parte del reino superior de Ulaid y fueron su dinastía gobernante durante la mayor parte de la historia de Ulaid. Su territorio se extendía hacia el este del actual Condado de Down. Su capital fue Dún Lethglaise (Downpatrick) y a partir del siglo IX su principal sede religiosa fue Bangor Abbey.

## Descripción
Los Dál Fiatach afirmaban descender del legendario rey de Ulaid y Rey Supremo de Irlanda Fiatach Finn mac Dáire y se cree que estaban relacionados con los Voluntii y Darini de la obra de Tolomeo, Geographia. Están quizá relacionados más directamente con los prehistóricos Dáirine y los posteriores Corcu Loígde de Munster. También se acepta su parentesco con los Osraige y más lejanamente con los Dál Riata.
Los Ulaid, de los cuales los Dál Fiatach fueron ocasionalmente gobernantes, estás asociados con los conocidos como Érainn. Los Dál Fiatach afirmaban estar emparentados con el legendario Cú Roí mac Dáire y los Clanna Dedad.
Los Dál Fiatach están considerado por los expertos como los auténticos Ulaid (< *Uluti) históricos, pero después de que la fortuna de la dinastía declinara en el siglo VII, los héroes legendarios del Ciclo del Úlster fueron proclamados antepasados por las tribus rivales y no relacionadas de Dál nAraidi o Cruthin, reclamando por razones políticas el ser los "auténticos Ulaid" y descendientes de Rudraige mac Sithrigi a través de Conall Cernach. Los legendarios Ulaid, un pueblo presumiblemente relacionado de alguna manera con los ancestros del Dál Fiatach, a pesar de que esto no está claramente preservado en tradiciones genealógicas posteriores, son a veces llamados Clanna Rudraige. Aun así, más que disputar las reclamaciones bastante falsas de los Cruthin, los Dál Fiatach parecen haber decidido acentuar su parentesco con los Clanna Dedad de Munster, rivales temibles de los Clanna Rudraige. Así como los Dál nAraidi se habían apropiado de sus antepasados, los Dál Fiatach no tuvieron otra opción que transformarse en descendientes de la línea más cercana que podían recordar. Mientras que el parentesco con los Dáirine y/o Clanna Dedad (Érainn) no es disputado por los eruditos, se puede asumir que las primeras generaciones del linaje de Dál Fiatach están bastante corrompidas. Esto es también cierto para el pedigrí de los Dáirine y Corcu Loígde. Su parentesco natural con las dinastías de Munster solo pueden ser reconstruidas a partir de los estudios de la Irlanda de Tolomeo y por la lingüística.
Todos los reyes conocidos de Dál Fiatach fueron también Reyes de Úlster (Ulaid), pero no monopolizaron el reinado, ya que los Dál nAraidi suministraron numerosos reyes poderosos. Entre los más destacados reyes de Dál Fiatach se citan:
- Muiredach Muinderg (d. 489)
- Báetán mac Cairill (d. 581)
- Fiachnae mac Demmáin (d. 627)
- Bécc Bairrche mac Blathmaic (d. 718)
- Fiachnae mac Áedo Róin (d. 789)
- Niall mac Eochada (d. 1063),[1]

Una rama cadete de los Dál Fiatach gobernó Lecale, una península al sur de la capital de Dál Fiatach, Dún Lethglaise (actual Downpatrick). Dún Lethglaise, centro real de Dál Fiatach se convirtió en un prestigioso emplazamiento monástico. En época posterior, siglo IX, Bangor, originalmente controlado por los vecinos de Dál nAraidi, se convirtió en el principal sitio religioso esponsorizado por los reyes.